# تیم ملی بسکتبال جمهوری متحد عربی
تیم ملی بسکتبال جمهوری متحده عربی، یک تیم ملی بسکتبال بود که بین سال‌های ۱۹۷۱ تا ۱۹۵۸ وجود داشت و نماینده اتحادیه ای بین مصر و سوریه از سال ۱۹۶۱ تا ۱۹۵۸ و سپس این نام با مصر تا سال ۱۹۷۱ ادامه یافت.

## تاریخچه
تیم ملی بسکتبال جمهوری متحد عربی از زمان گشایش در سال ۱۹۵۸، سه بار در مسابقات قهرمانی آفریقا حضور داشته است و در دو جام جهانی شرکت کرده است، اما هیچ حضوری در المپیک نداشته است.